# Belinda Washington
Belinda María Washington Baca, dite simplement Belinda Washington, (née à Altrincham, au Royaume-Uni le 29 août 1963) est une actrice et présentatrice de télévision britannico-espagnole fille d’un père d'écosse et d'une mère de Malaga.